# Melchior Díaz
Melchior Díaz (* 1500?; † 1541) war ein Hauptmann in der Armee von Francisco Vásquez de Coronado. Sein Geburtsjahr ist nicht genau bekannt. Ihm wurde nachgesagt, dass er ein fähiger und populärer Offizier war.

## Expedition
Díaz begleitete Coronado auf seiner Entdeckungsreise nach Cibola. Als die Expedition den Ort Corazones erreicht hatte, sandte Coronado seinen Hauptmann Melchior Díaz mit einer kleinen Truppe nach Nordwesten, um Hernando de Alarcón zu finden. Der war mit seinen Schiffen an der Westküste Neuspaniens (Mexiko) nach Norden in den Golf von Kalifornien gesegelt. Díaz sollte die Expedition mit Waffen und Vorräten unterstützen und das eroberte Gold sicher in den Süden bringen. Alarcón und seine Männer waren die ersten Europäer, die den Colorado River mit Booten befuhren. Sie kamen etwa bis Yuma im heutigen Arizona. Doch das Treffen zwischen Melchior Díaz und Hernando de Alarcón kam nicht zustande. Díaz hatte in einem Gewaltmarsch endlose Wüsten durchquert und tatsächlich den Colorado gefunden. Doch er fand nur eine Nachricht, die Alarcón zurückgelassen hatte. Die Marineunterstützung für die Entdeckungsreise war gescheitert. Alarcón musste umkehren, lange bevor Melchior Díaz seine Nachricht fand, und nahm die dringend benötigten Vorräte wieder mit.

## Tod
Bei einem bizarren Reitunfall in der Nähe dieses Ortes wurde Díaz an der Leiste verletzt. Er hatte seine Lanze nach einem Hund geworfen, der seine Schafe jagte. Seine Männer versuchten, ihn auf einer Trage zurückzubringen, doch er starb unterwegs und wurde auf einem kleinen Hügel wahrscheinlich irgendwo zwischen Sonoita und Caborca in der Sonora-Wüste begraben. Das Grab wurde nie gefunden.